# あづみ冬留
あづみ 冬留（あづみ とおる）は、日本のフリーイラストレーター。

## 作品

### イラスト
- 角川ビーンズ文庫（角川書店）イメージ・キャラクター
- 『アクエリアンエイジ』（ブロッコリー）カードイラスト
- 『Maple Leaf 5th anniversary』（霜月はるか5周年記念CD）パッケージイラスト
- 『鉱石妖精』（ニュータイプ・ロマンス ドラマCD応募者全員サービス）パッケージイラスト＆小冊子

### 小説挿絵
- 『天使の降る夜』（著：広瀬司/SHYノベルス（大洋図書））
- 『香港電影』シリーズ（著：星野ケイ/角川ティーンズルビー文庫（角川書店））
- 『キターブ・アルサール』シリーズ（著：朝香祥/角川ビーンズ文庫（角川書店））
- 『鬼ごっこ』（著：青目京子/講談社X文庫ホワイトハート（講談社））
- 『青き機械の翼』（著：水原沙里衣/講談社X文庫ティーンズハート（講談社））
- 『タザリア王国物語』シリーズ（著：スズキヒサシ/電撃文庫（メディアワークス））
- 『青い羊の丘』（著：竹下文子/角川書店）
- 『メサイア THE MOVIE』（著：メサイアプロジェクト・金子修介・黒田洋介/角川書店）- カバーイラスト
- 『帝都月光伝』シリーズ（著：司月透/角川ホラー文庫（角川書店））- カバーイラスト
- 『桃源郷ラビリンス』シリーズ（著：岡山ヒロミ/小学館文庫キャラブン!（小学館））- カバーイラスト
- 『NOIS 警視庁国家観測調査室』（著：藤崎都/講談社X文庫ホワイトハート（講談社））

### ゲーム
- 『そしてこの宇宙にきらめく君の詩』（データム・ポリスター）キャラクターデザイン・パッケージ絵・ゲーム中の立ち絵のみ
- 『紅炎のソレンティア』（オンラインゲーム）キャラクターデザイン・メインイラスト
- ディメンション・ゼロ 作中のカードイラスト
  - Alteil 神々の世界『ラヴァート』年代記（オンラインゲーム）作中のカードイラスト ディメンション・ゼロとのコラボレーション

## 画集
- 『ラ パルディータ』（ラポート発行）（ISBN 4897994853）
- 『ピエタ』（創美社発行/集英社発売）（ISBN 4420170263）
- 『キルシェ』（K=BOOKS発行）